# 제71보병사단 (대한민국)
제71보병사단(第七十一步兵師團, The 71st Infantry Division, 상징명칭: 선승부대)은 대한민국 육군 수도방위사령부 예하의 동원보병사단이었다. 평시에는 감편부대로 예비군 교육훈련을 담당하고, 전시에는 동원예비군으로 완편되어 작전을 수행하도록 되어 있었다. 사단 사령부는 경기도 남양주시 불암동에 위치해 있고, 도보 7분(차량 1분)거리에 포병연대가 위치해 있었고 포병연대 부근에 유격장과 사격장 그리고 별내 빙상장 인근에 전차 중대가 독립부대로 위치해 있었다. 사단 사령부 영내에 불교 법당, 사령부 위병소 옆에 성당, 포병연대에 교회가 있었다. 국방개혁의 일환으로 2016년 11월 30일 해체되었다.

## 편성
- 제163보병연대
- 제165보병연대
- 제166보병연대
- 포병연대

- 본부근무대
- 공병대대
- 수색대대
- 보급수송근무대
- 정비대대
- 의무근무대
- 화생방지원대
- 전차중대
- 군사경찰대
- 정보통신대대